# Maureen Van Zandt
Maureen Van Zandt, geborene Maureen Santoro, ist eine US-amerikanische Schauspielerin. Sie wurde vor allem durch ihre Rolle als ‚Gabriella Dante‘ in der Fernsehserie Die Sopranos bekannt. Seit 1982 ist sie mit Steven Van Zandt verheiratet, der in dieser Serie ‚Silvio Dante‘ verkörperte.
Sie war 2007 zusammen mit den anderen Schauspielern der Sopranos für den Screen Actors Guild Award in der Kategorie „Bestes Schauspielensemble in einer Dramaserie“ nominiert.

## Filmografie
- 2000–2007: Die Sopranos (The Sopranos) (Fernsehserie, 28 Folgen)
- 2005: Remedy
- 2013–2014: Lilyhammer (Fernsehserie, 2 Folgen)